# Trypanaeus colombiae
Trypanaeus colombiae är en skalbaggsart som beskrevs av Lewis 1910. Trypanaeus colombiae ingår i släktet Trypanaeus och familjen stumpbaggar. Inga underarter finns listade i Catalogue of Life.